# Ar-Rabija
Ar-Rabija (arab. الرابية) – miejscowość w Syrii, w muhafazie Ar-Rakka. W 2004 roku liczyła 2995 mieszkańców.